# بارك شيخان
بارك شيخان (بالفارسية: پارک شیخان) هي قرية تقع في البلدة المركزية في إيران. يقدر عدد سكانها بـ 667 نسمة بحسب إحصاء 2016.